# Парасунько Михайло Васильович
Михайло Васильович Парасунько (20 квітня 1943, село Озаринці, тепер Могилів-Подільського району Вінницької області — 18 вересня 2014, місто Київ) — український діяч, голова Волинського облвиконкому. Народний депутат України 1-2-го скликання.

## Життєпис
Народився у селянській родині.
У 1959—1962 роках — різнороб в колгосп імені Щорса; учень Кукавської сільськогосподарської школи; студент Уманського сільськогосподарського інституту. У 1962—1965 роках — служба в армії.
У 1965—1970 роках — майстер, технічний керівник, старший агроном плодорозсадницького радгоспу «Могилів-Подільський» Вінницької області. Член КПРС з 1968 року.
Закінчив Уманський сільськогосподарський інститут, вчений агроном.
У грудні 1970—1979 роках — директор радгоспу «Луцький» (з 1976 року — імені XXV з'їзду КПРС) Луцького району Волинської області.
У 1979—1987 роках — голова виконавчого комітету Луцької районної ради народних депутатів Волинської області. Закінчив Вищу партійну школу при ЦК КПУ.
У вересні 1987 — жовтні 1988 року — 1-й заступник голови Волинського обласного агропромислового комітету.
У жовтні — грудні 1988 року — голова Волинського обласного агропромислового комітету — 1-й заступник голови виконавчого комітету Волинської обласної ради народних депутатів.
29 грудня 1988 — 1990 року — голова виконавчого комітету Волинської обласної ради народних депутатів.
У вересні 1990 — 1992 року — голова Комітету, згодом Державного комітету соціального розвитку села України.
У травні 1992 — жовтні 1995 року — заступник Міністра сільського господарства і продовольства України.
Народний депутат України 12(1)-го склик. з 03.1990 (1-й тур) до 04.1994, Любешівський виборчий округ № 47, Волинська область. Заступник голови Комісії мандатної і з питань депутатської етики (з 06.1990). На час виборів: виконком Волинської облради народних депутатів, голова.
Народний депутат України 2-го склик. з 04.1994 (2-й тур), Могилів-Подільський виборчий округ № 51, Вінницька область висунутий СелПУ. Голова підкомітету з соціального розвитку села Комітету з питань АПК, земельних ресурсів і соціального розвитку села. Член фракції АПУ (до цього — групи «Аграрники України»).
З 1998 року — керівник секретаріату, заступник голови Аграрної партії України (АПУ).
Уповноважена особа Виборчого блоку політичних партій «За єдину Україну!» в багатомандатному виборчому окрузі, розпорядник виборчого фонду (2002).

## Родина
Дружина Анастасія Йосипівна; дочки Тетяна і Галина.

## Нагороди
- орден Дружби народів
- орден «За заслуги» III ступеня (11.1997)[5]
- медаль «За трудову доблесть»

## Джерело
- Довідка